# Akyem
Gli Akyem sono un popolo Akan.
Il termine Akyem (Akim o Aki) indica anche un gruppo di tre stati indipendenti localizzati nella Regione Orientale (Ghana) del Ghana: Akyem Abuawka, Akyem Kotoku e Akyem Bosome. Similmente il termine indica anche la zona in cui l'etnia Akyem si concentra.
Il gruppo etnico Akyem rappresenta il 3-9% della popolazione del Ghana (a seconda di come lo si definisce) ed è molto attivo in tutti gli aspetti della vita ghanese.
Gli Akyem sono una stirpe matrilineare. Coraggiosi guerrieri, sono riusciti a creare un prosperoso e spesso influente stato indipendente nel Ghana moderno.
Nella storia del Ghana vengono menzionati spesso i Big Six, la maggior parte dei quali Akyem, che hanno giocato un ruolo importante nell'indipendenza del Ghana.

## Storia dello stato Akyem

### Genesi
La tradizione orale riporta che il popolo Akyem sia stato una delle prime genti Akan ad emigrare a sud del Sahel, verso l'area che sarebbe poi diventata lo stato Bono e la zona di origine gelle attuali popolazioni Akan.
Verso la metà del XIV secolo un gruppo di genti Akan lasciò il Bonoman per formare il Regno degli Adansi. Questi ultimi erano rinomati per l'abilità di costruire strutture rinomate nel proprio regno, da cui il nome "adansi" ovvero costruttori.
Nella prima metà del XVII secolo, l'area oggi chiamata Ghana era suddivisa in tre stati: quello dei Denkyera, quello degli Akwamu e quello appunto degli Adansi. All'interno dello stato degli Adansi nella Regione Occidentale vi erano poi tre importanti postazioni militari: Akyem Abuawka, Akyem Kotoku ed Akyem Bosome. La parte orientale invece perse via via la sua identità fino ad essere incorporata nell'impero Denkyra.
Assimilatosi col potente impero Ashanti, l'impero Denkyra cercò di imporsi come unica popolazione della regione. Gli Adansi (Akyem), per non perdere la loro autonomia, si rifugiarono presso il fiume Pra per potenziare le loro postazioni militari.
L'esercito Denkyra-Ashanti, guidato da Nana Osi Tutu, si portò anch'esso verso il Pra con l'intento di sterminare gli Akyem. Questi ultimi però tesero un agguato ai primi e riuscirono a sbaragliare l'esercito nemico. Importante in tale conflitto fu il giuramento fatto dai vinti il giorno stesso della fine della guerra (Giovedì) "Meka Yawada" (Giuramento del giovedì). I vincitori furono proclamati abuakwanfo (combattenti di guerriglia). Dopo il conflitto gli Akyem si spostarono verso sud-est, dove si modernizzarono grazie al contatto con gli Akwamu.

### La guerra Akyem-Akwanu e nascita dello stato ghanese
Gli Akyem, in particolare le élite Abuakwas e Kotokus, combatterono e vinsero contro gli Akwamu, annettendo così ai propri domini Accra e dello stato Ga. Tali territori furono governati per conto di Owsusu Akyem, fratello di una sorella del re, divenne governatore della zona Adangbe.
Lo storico JK Fynn scrive quanto segue:
"La conquista degli Akwamu nel 1730 è stata una delle vittorie più decisive nella stori della Gold Coast. L'evento è descritto dai contemporanei come la più grande rivoluzione che aveva avuto luogo in quella parte del mondo visto che aveva demolito il vecchio stato Ga degli Akwamu durato fino al XVIII secolo."
La sede di governo quindi fu spostata in capitali temporanee, quali Praso, Pameng e successivamente, durante il regno di Nana Ofori Panin, a Kyebirie (nome della città derivato dal cappello nero indossato dai cacciatori locali), fino all'attuale Kyebi.
La vittoria sugli Akwanu ha infine favorito, data l'acquisizione di giacimenti d'oro, intensi scambi commerciali con l'Europa.
Durante il regno dell'okyehene (re) Nana Dokua alcuni ribelli si opposero allo sgabello d'oro, si trasferirono nella parte sud del regno e la rinominarono New Juaben. La loro capitale era Koforidua e vi comandava il caporivolta Nana Kwaku Boateng.
Dal XX secolo lo stato, dopo il crollo del colonialismo europeo, lo stato Akyem divenne quello che oggi è il Ghana.

## Ohum Festival
Un'importante festa legata al popolo Akyem è l'Ohum Festival. Tale festa è un ringraziamento verso il fiume "di diamante" Birim (fonte della rigogliosità della foresta pluviale circostante) e ai sotto-capi e capi (okyehene). Inoltre è vietato fare rumore col fufu di martedì e secondo la leggenda se qualcuno inciampa e cade nel viaggio di ritorno dal santuario Gyempremo (santuario presso cui durante le festività vengono fatti sacrifici e rituali) non vivrà per vedere il nuovo anno.